# GSC9045-1008
GSC9045-1008 — хімічно пекулярна зоря спектрального класу Cr, що має видиму зоряну величину в смузі V приблизно 10,2.

## Пекулярний хімічний склад
Зоряна атмосфера GSC9045-1008 має підвищений вміст 
Eu
.